# Coelioxys banksi
Coelioxys banksi är en biart som beskrevs av Crawford 1914. Coelioxys banksi ingår i släktet kägelbin, och familjen buksamlarbin. Inga underarter finns listade i Catalogue of Life.